# Чипарус, Деметер
Деметер Кипарус или Думитрэ Кипэруш (рум. Dumitru Chipăruș; 16 сентября 1886, Дорохой — 22 января 1947, Париж) — румынский скульптор эпохи ар-деко, учился и работал в Париже.

## Биография
Родился в Румынии 16 сентября 1886 года, в 1909 году отправился в Италию. Учился у скульптура Раффаелло Романелли. В 1912 году Чипарус эмигрировал в Париж, где посещал занятия Парижской Академии Изящных искусств, брал уроки у Антонина Мерсье и Жана Буше. Чипарус начинал с небольших скульптур реалистического характера, первый показ которых состоялся в 1914 г. на Парижском салоне. Первые серии скульптур мастера, запущенные в производство, представляют собой изображения детей.
С 1920-х гг. сложился зрелый стиль Чипаруса, отличавшийся высокой декоративностью и эффектностью. Отныне творчество мастера было посвящено преимущественно изображению танцовщиц и прекрасных женщин своего времени.
Большая часть прав на реализацию скульптур Чипаруса была приобретена бронзолитейным заводом Edmond Etling et Cie, директором которого был Жюльен Дрейфус. Мастерские Les Neveux de J. Lehmann были вторым бронзолитейным заводом, постоянно сотрудничавшим с Чипарусом.
Чипарус редко выставлял свои работы на ежегодных парижских салонах. В 1928 году он продемонстрировал скульптуру «Метальщицу копья», в 1928 году — танцовщицу «Та-Кео».
В период нацистских гонений и второй мировой войны работы Чипаруса почти перестали приобретаться литейными мастерскими. Экономическая ситуация не благоприятствовала развитию декоративного искусства, материальное положение многих скульпторов ухудшилось. С начала 1940-х гг. Чипарус не продал почти ни одной своей модели, но продолжал работать для себя, выполняя анималистические скульптуры в манере Art Deco. В 1942 году на Парижском салоне были выставлены его скульптуры «Полярный медведь» и «Американский бизон» из гипса, а в 1943 году им были показаны скульптуры полярного медведя из мрамора и пеликана из гипса. Мастер умер в 1947 году.

## Стиль

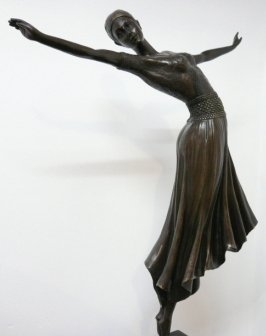
«Танцовщица»

Скульптуры Чипаруса являются классическим проявлением стиля Art Deco в декоративной скульптуре из бронзы и слоновой кости. Традиционно выделяется три фактора воздействия на творчество мастера: «Русский балет Дягилева», искусство Египта и в меньшей степени авангардное искусство.
Некоторые скульптуры Чипаруса были напрямую вдохновлены танцовщиками русской труппы — так, например, лица фигур скульптурной группы «Персидский танец» имеют портретные черты Вацлава Нижинского и Иды Рубинштейн, а костюм скульптуры «Морская звезда» в точности повторяет эскиз костюма Золотой Рыбки Л. Анненского для балета «Подводное царство» на музыку Римского-Корсакова. Скульптор мог испытывать влияние русского театра и опосредованно, через адаптированные для широкой французской публики представления французских мюзик-холлов. Нередко Чипарус создавал свои скульптуры по фотографиям парижских танцовщиц — так, фигура «Танцовщица с обручем» является почти точным повторением известной в то время фотографии из альбома «Парижский мюзик-холл».
Искусство Древнего Египта и Востока вошло в парижскую моду после открытия могилы Тутанхамона в 1922 году и также отразилось в творчестве Чипаруса. Существует ряд скульптур с изображением египетской царицы Клеопатры, а также «Египетские танцовщицы» в творчестве Дмитрия Чипаруса и Клер Колине.
Работы Чипаруса являются абсолютным отражением своего времени, воплощением духа 1920—1930-х гг. Опираясь на старейшую парижскую традицию высококачественного декоративного искусства, они совместили в себе элегантность и роскошь, воплотили сущность своего времени.
Художественный интерес к работам Чипаруса появился в 1970-е годы, а с 1990-х гг. он постоянно возрастает. В России крупнейшей коллекцией работ Чипаруса обладает музей Art Deco — собрание насчитывает более 100 работ румынского мастера.
Скульптор подписывал почти все свои работы «DH Chiparus», которую он гравировал на каменной базе своей скульптуры.